# Richard Belluzzo
Richard "Rick" Belluzzo (nascisdo em 26 de novembro de 1953) é um empresário estadunidense que trabalhou como executivo em empresas de tecnologia como Hewlett-Packard (HP), Silicon Graphics (SGI), Microsoft (MS), Quantum Corp. (QTM) e Viavi Solutions (VIAV). Natural de São Francisco, Califórnia, formou-se em contabilidade na Universidade Golden Gate e foi condecorado com a Ordem do Mérito da República Italiana. Belluzzo teve uma carreira de sucesso em várias empresas de tecnologia. Começou na HP em 1975 e se tornou vice-presidente executivo da divisão de computadores pessoais em 1998. Belluzzo se juntou à Microsoft como presidente e diretor de operações, responsável por supervisionar as áreas de negócios da empresa, como Office, Windows e MSN. Ele deixou a Microsoft em 2002 para se tornar presidente e produtor executivo da Quantum Corp. Alguns dos feitos importantes de Belluzzo são a liderança no lançamento do primeiro Xbox na Microsoft, reestruturou a SGI e tornou-se mais focado em computação gráfica de alto desempenho, transformou a Quantum Corp. em um líder mundial em armazenamento de dados, foi reconhecido como um dos Corporate Startup Stars pela Mind the Bridge Foundation e pela Câmara de Comércio Internacional, por seu apoio às startups inovadoras na Europa e nos Estados Unidos.